# 佐伯勝太郎
佐伯 勝太郎（さえき かつたろう、1871年2月3日（明治3年12月14日） - 1934年（昭和9年）1月5日）は、明治から昭和期の日本の化学者、実業家。特種製紙社長、東京帝国大学講師。工学博士。

## 経歴・人物
1895年東京帝国大学工科大学卒業。大蔵省印刷局の印刷技師となり、のちに印刷局抄紙部長、農商務省 技師を兼任。1906年に欧米に派遣され、帰国後、東京帝国大学講師を兼ねる。1921年工業化学会会長。1926年に特種製紙を設立。官・民・学の3方面で日本の紙パルプ産業に貢献し業績を残した。

## 栄典
- 1920年（大正9年）11月1日 - 旭日中綬章[2]